# Bisdom Teggiano-Policastro
Het bisdom Teggiano-Policastro (Latijn: Dioecesis Dianensis-Policastrensis; Italiaans: Diocesi di Teggiano-Policastro) is een in de Italiaanse provincie Salerno (regio Campania) gelegen rooms-katholiek bisdom met zetel in de stad Teggiano. Het bisdom behoort tot de kerkprovincie Salerno-Campagna-Acerno, en is, samen met het aartsbisdom Amalfi-Cava de’ Tirreni en de bisdommen Nocera Inferiore-Sarno en Vallo della Lucania suffragaan aan het aartsbisdom Salerno-Campagna-Acerno.

## Geschiedenis
Op 21 september 1850 richtte paus Pius IX met de apostolische constitutie Ex quo imperscrutabili het bisdom Diano-Teggiano op. Dit gebied behoorde daarvoor toe aan het bisdom Capaccio. Op 30 september 1986 werd het bisdom Policastro door de Congregatie voor de Bisschoppen met het decreet Instantibus votis aan het bisdom toegevoegd. De naam werd toen gewijzigd in Teggiano-Policastro.

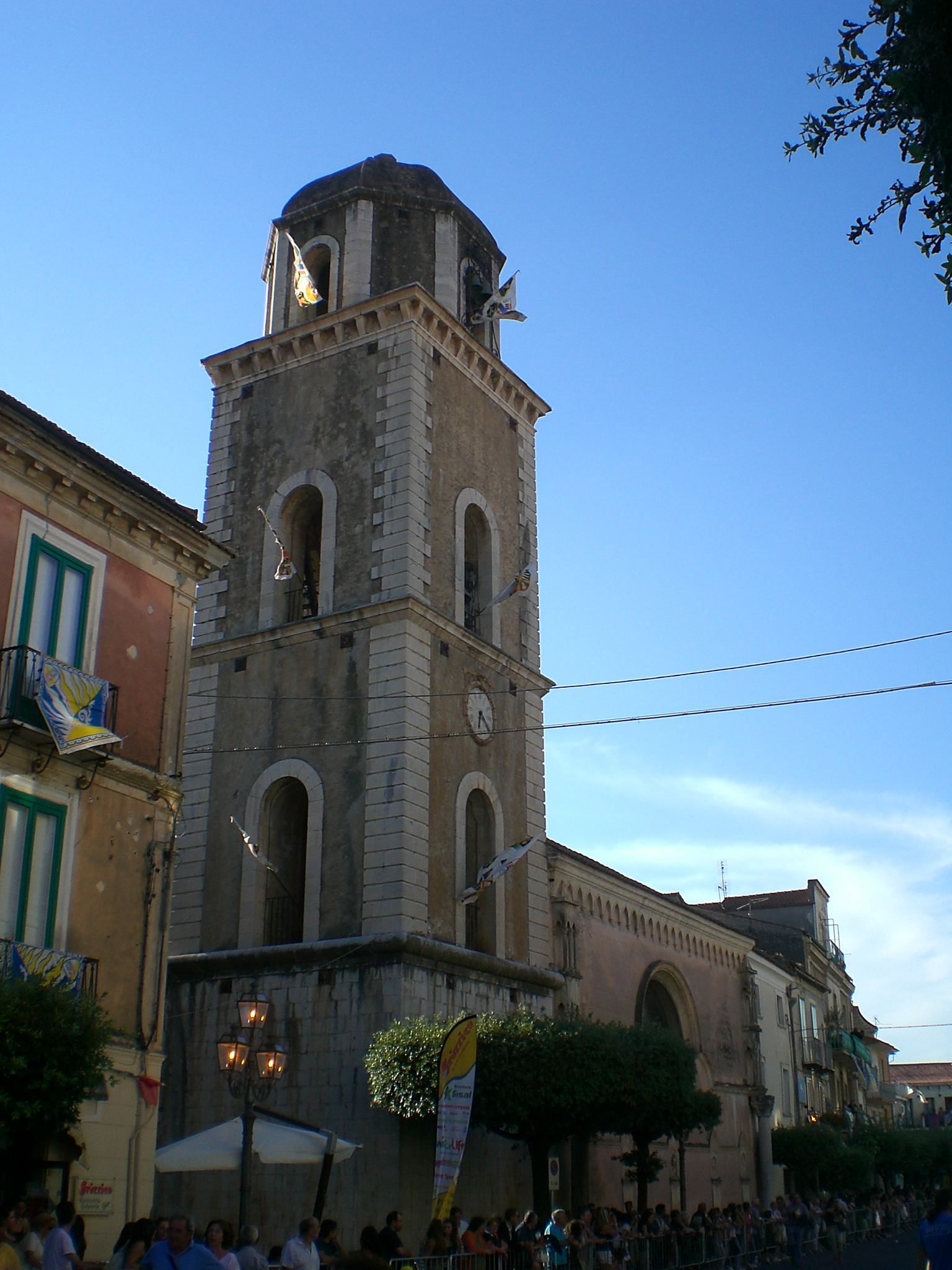
Kathedraal van Teggiano
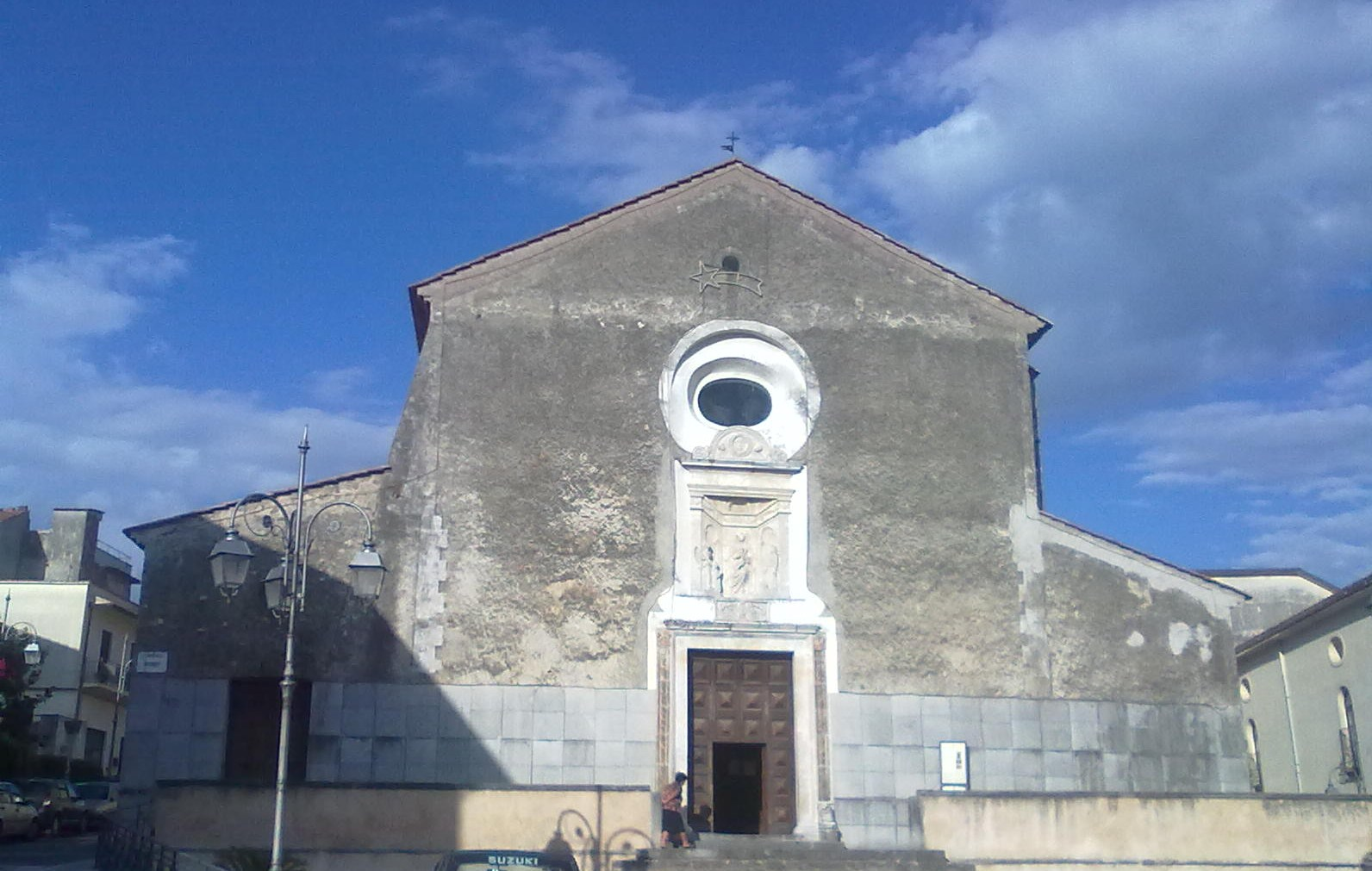
Cokathedraal in Policastro Bussentino

## Bisschoppen

### Bisschoppen van Diano-Teggiano
- 1851–1857: Valentino Vignone
- 1858–1883: Domenico Fanelli
- 1884–1904: Vincenzo Addessi
- 1906–1915: Camillo Tiberio
- 1915–1954: Oronzo Caldarola
- 1955–1961: Felicissimo Stefano Tinivella OFM (vervolgens coadjutor van Turijn)
- 1961–1970: Aldo Forzoni (vervolgens bisschop van Apuania)
- 1970–1986: Umberto Luciano Altomare

### Bisschoppen van Teggiano-Policastro
- 1987–1997: Bruno Schettino (vervolgens aartsbisschop van Capua)
- 1998–1999: Francesco Pio Tamburrino OSB (vervolgens secretaris van de Congregatie voor de Goddelijke Eredienst en de Regeling van de Sacramenten)
- 2000–2011: Angelo Spinillo (vervolgens bisschop van Aversa
- 2011-heden: Antonio De Luca CSsR